# Salix simulans
Salix simulans är en videväxtart som beskrevs av Merritt Lyndon Fernald. Salix simulans ingår i släktet viden, och familjen videväxter. Inga underarter finns listade i Catalogue of Life.